# PBK MBA Moskou (vrouwenbasketbal)
Professionalnyj basketbolnyj kloeb Moskovskaja basketbolnaja Assotsiatsija Moskva (Russisch: Профессиональный Баскетбольный Клуб Московская Баскетбольная Ассоциация Москва) is een professionele damesbasketbalclub uit de Russische stad Moskou.

## Geschiedenis
De club werd opgericht op 17 mei 2013. Het concept van de club is dat alleen afgestudeerden of studenten van sportscholen in de stad Moskou in het team komen. MBA speelt in de Russische superliga. In 2018 haalde MBA de finale om de Beker van Rusland. Ze verloren van Dinamo Koersk met 55-85. In 2021, 2022 en 2023 haalde MBA de derde plaats in de Russische superliga. In 2023 haalde MBA voor de tweede keer de finale om de Beker van Rusland. Ze verloren van UMMC Jekaterinenburg met 70-75.
Als een reactie op de Russische invasie van Oekraïne in 2022, werden de Russische clubs, MBA Moskou, Dinamo Koersk en UMMC Jekaterinenburg op 28 februari 2022 uit de EuroLeague Women competitie gezet.

## Erelijst
- Landskampioen Rusland:
  - Derde: 2021, 2022, 2023, 2025
- Bekerwinnaar Rusland:
  - Runner-up: 2018, 2023
  - Derde: 2021, 2025

## Bekende (oud)-spelers
- Jekaterina Fedorenkova
- Jevgenia Frolkina
- Olga Frolkina
- Nina Glonti
- Jelena Kirillova
- Jelizaveta Komarova
- Joelia Kozik
- Anna Lesjkovtseva
- Anastasia Logoenova
- Zjosselina Maiga
- Tatjana Petroesjina
- Anastasia Plisova
- Ljoedmila Sapova
- Aleksandra Sjtanko
- Aleksandra Stoljar
- Jekaterina Sytnjak
- Maria Toropova

## Bekende (oud)-coaches
- Andrej Sjigin (2013-2014)
- Aleksandr Diratsoejan (2014-heden)